# Ретимнон
Ре́тимнон (греч. Ρέθυμνο, Ρέθυμνον) — город в Греции на севере Крита. Изначально был построен во времена минойской цивилизации (древние Ритимна и Арсиноя). Расположен на высоте 17 метров над уровнем моря, на побережье залива Алмирос Критского моря в 78 километрах к западу от Ираклиона и в 59 километрах к востоку от Ханьи. Административный центр общины (дима) Ретимни и периферийной единицы Ретимни в периферии Крите. Население 32 468 жителей по переписи 2011 года. 

## Описание
Ретимнон — критский город и порт, построенный венецианцами. Туристический центр с развитой инфраструктурой курортного отдыха: большое количество кафе, ресторанов, магазинов, сохранившаяся старая часть города с хорошей пешеходной зоной.

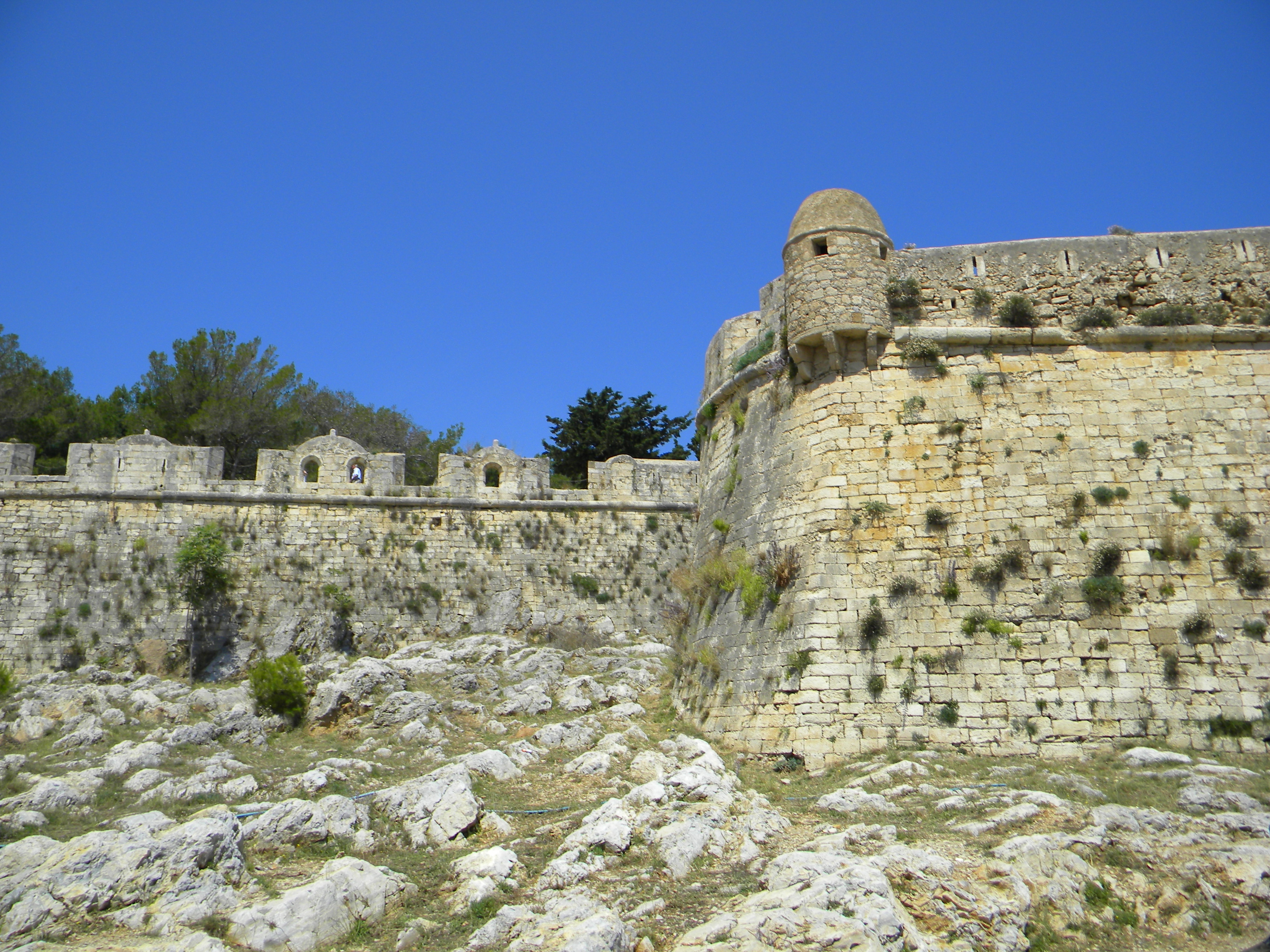
Венецианская крепость Фортецца в Ретимноне

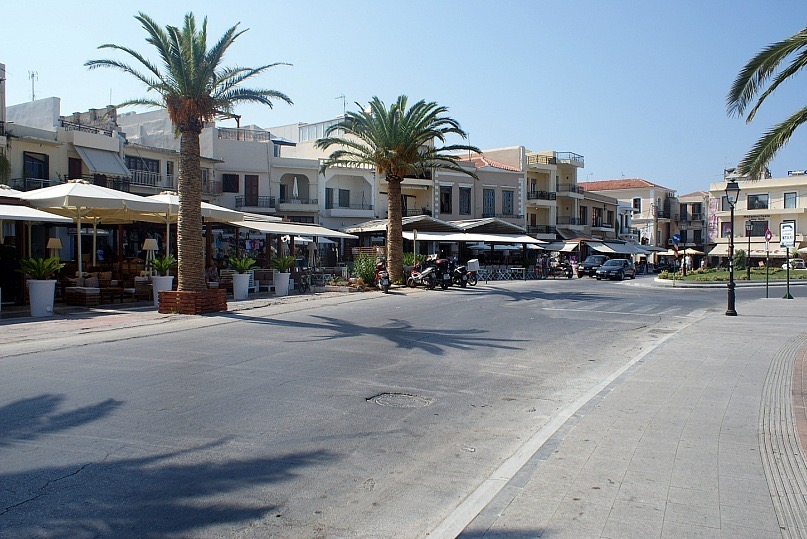
Ретимнон. Улица

Город известен своими фестивалями (особенно в летнее время). В Ретимноне также находится крупнейшее на Крите высшее учебное заведение — Университет Крита. Главной достопримечательностью Ретимнона является венецианская крепость Фортецца. Фортецца является самым крупным береговым укреплением на Крите, а в её строительстве принимало участие более 100 000 человек. Известна и «Площадь четырёх мучеников» с одноимённой церковью, где хранятся мощи обезглавленных в 1824 году турками критян.
В периферийной единице Ретимни находится множество пляжей (например, Родакинон), вблизи которых построены многочисленные гостиницы. К основным достопримечательностям относятся также монастырь Аркади, история которого связана с периодом национально-освободительной борьбы против турецкого владычества, и монастырь Превели.

## Сообщество Ретимнон
В общинное сообщество Ретимнон входят девять населённых пунктов. Население 34 300 жителей по переписи 2011 года. Площадь 26,777 км².
| Населённый пункт | Население (2011), человек |
| ---------------- | ------------------------- |
| Айия-Ирини       | 75                        |
| Анойия           | 131                       |
| Галос            | 922                       |
| Ксирон-Хорион    | 221                       |
| Мегало-Метохи    | 46                        |
| Микро-Метохи     | 149                       |
| Ретимнон         | 32 468                    |
| Трия-Монастирия  | 172                       |
| Янудион          | 116                       |

## Население
| Год  | Население, человек |
| ---- | ------------------ |
| 1991 | 24 893             |
| 2001 | 28 959             |
| 2011 | ↗ 32 468           |

## Города-побратимы
- Россия: Пушкин
- Кипр: Айия-Напа
- Италия: Кастеназо